# Leptogenys acutangula
Leptogenys acutangula es una especie de hormiga del género Leptogenys, subfamilia Ponerinae.

## Taxonomía
Fue descrita por Emery en 1914.